# Астрономска опсерваторија у Београду
Астрономска опсерваторија „Београд“ скраћено АОБ, међународна ознака 057, је самостална државна непрофитна научно-истраживачка установа чија је основна делатност пасивно и селективно посматрање непосредне и даље васионе, односно врши изучавање небеских тела и појава изван Земље (планета, звезда, звезданих система и галаксија), која су усмерена на стицање и анализирање података, као и теоријски рад. Основана је 26. марта (7. априла) 1887. године, заједно са Метеоролошком опсерваторијом, а оснивач и њен први Управник био је Милан Недељковић.
Године 1891. изграђена је наменска зграда на Малом Врачару за Астрономску и метеоролошку опсерваторију при Великој школи, у којој су се налазиле просторије за рад и инструменти. Опсерваторија је убрзо постала Главна метеоролошка станица одакле се руководило метеоролошком мрежом на простору Србије. Астрономска делатност се сводила на наставнички рад током којег су вршена основна посматрања као део показних и практичних вежби за високошколце. Под руководством Недељковића за Опсерваторију се набављају и први сеизмолошки и геомагнетни инструменти чиме је ова установа проширила делатност.
Астрономска и метеоролошка опсерваторија су се раздвојиле у две засебне установе при Универзитету у Београду 1924. године. Под руководством новог Управника Војислава В. Мишковића започета је на Великом Врачару изградња нове савремене Опсерваторије по пројекту чешког архитекте Јана Дубовија у модернистичком стилу, чији ће радови бити успешно окончани 1932. године. Брдо Велики Врачар народ ће потом због Опсерваторије назвати Звездарницом, по коме ће ново градско насеље и општина добити име Звездара. Ово је уједно представљало и највеће улагање у науку у првој половини 20. века на овим просторима. У то доба, сарадник опсерваторије а касније и њен директор је био један од највећих научника у свету, у 20. веку, професор и академик Милутин Миланковић.
Сарадници Опсерваторије открили су 43 мале планете од којих су 12 добиле име.
Служба двојних звезда у оквиру АОБ-а од 1951. до данас открила је преко двеста нових двојних и вишеструких звезда.
Почетком 1960-их, отворени су павиљони са фундаменталним астрономским инструментима, по којима ће опсерваторија, у другој половини 20. века, бити позната светској стручној јавности.
Крајем 20. века научна посматрања отежавају светлосна „загађења“ као последица ширења градских насеља. Почетком 21. века започета је изградња нове Астрономске станице на планини Видојевици. У исто време, комплекс опсерваторије постепено је почео да се претвара у музеј. АОБ блиско сарађује са бројним иностраним опсерваторијама, као и водећим научним и високо образовним установама у Србији. Комплекс опсерваторије у Београду од 2001. године је одлуком Владе Србије проглашен за споменик културе. Налази се улици Волгина 7, у Београду, на Звездари.

## Историја

### Оснивање
По повратку са школовања из Париза, 1884. године, професор астрономије и метеорологије на Великој школи Милан Недељковић је годинама инсистирао на питању оснивања сталне Астрономске и метеоролошке опсерваторије. Увидевши реалност, односно да је немогућа брза градња наменских објеката за Опсерваторију, професор Недељковић предлаже у писму Министру просвете и црквених дела, 2. марта 1887. да са радом отпочне у Провизорној опсерваторији у приватној кући. На основу овог прихватљивог писма-молбе, министар просвете Милан Кујунџић Абердар донео је 26. марта 1887. решење о оснивању Провизорне (Привремене) опсерваторије у приватној изнајмљеној кући предузимача и трговца Ернеста Гајзлера, на Малом Врачару.
Међутим, како су услови за рад у том објекту били више него скромни професор Недељковић је поново почео да се залаже за изградњу наменске опсерваторије у којој би научни радови у астрономији и метеорологији били могући. Упутио је молбе Министарству просвете и црквених дела са намером да се преко Општине Београд нађе одговарајуће земљиште за потребе Велике школе а за развој астрономије и метеорологије. После бројних седница и преписки са Министарством просвете, одборници под председништвом Живка Карабиберовића су изгласали одлуку да се уступи одговарајуће земљиште. Поступајући по захтеву министра просвете и црквених дела, Владана Ђорђевића, Београдска општина одобрила је 18. марта 1889. године Великој школи земљиште величине 1, 83 хектара за изградњу астрономске опсерваторије на Малом Врачару. Након ове одлуке започети су грађевински радови који су успешно завршени 1. маја 1891. године. Опсерваторија је имала 270 m² површине и представљала је павиљон са спратом мање површине од приземља. Пројекат је урадио архитекта Димитрије Т. Леко, а по скици њеног оснивача, професора Милана Недељковића. Главна фасада завршава се зупцима који образују атику и ограде терасе, постављене изнад једног дела поткровља, а остале фасаде степенастим забатима, прозори у приземљу и улазна врата су лучно завршени, а декорацију фасаде чине оквири прозора и испупчане хоризонталне траке. Око опсерваторије уређен је парк. Професор Недељковић је одмах започео са метеоролошким опажањима и мерењима у новој опсерваторији. Године 1901. Опсерваторија је као Главна метеоролошка станица водила рачуна о 130 метеоролошких станица широм Србије. Астрономски инструменти служили су само за основна посматрања као део показних и практичних настава са ученицима Велике школе.. Опсерваторија је у те сврхе располагала са једним малим пасажним инструментом отвора 45 mm, једним универзалним отвора 50 mm као и једним азимуталом отвора 120/1900 mm. Поред тога на опсерваторији је постојао један часовник са клатном и хронометар као и више мањих астрономско-навигацијских инструмената (Слике Опсерваторије из 1890-их). Године 1903, у кругу Опсерваторије, поред два постојећа астрономска павиљона подигнута су још два: сеизмолошки и геомагнетски. После почетних српских победа у Првом светском рату, аустроугарској војсци, притекла је у помоћ Немачка. Дошло је до општег повлачења српске војске ка Грчкој. Милан Недељковић је 25. септембра 1915. напустио Опсерваторију. Са супругом Томанијом стигао је на грчко острво Крф почетком 1916. Од почетка 1916. Београдску опсерваторију користила је окупаторска војска за метеоролошке потребе на челу са Виктором Конрадом. Након пробоја Солунског фронта, окупаторска војска је октобра 1918. приликом повлачења похарала њен инструментаријум. Професор Недељковић је дошао у своју Опсерваторију 24. фебруара 1919. године.

### Изградња
Професор и управник, Милан Недељковић, је са својим залагањем код Владе 1922. године успео да издејствује одобрење да се у Немачкој на рачун ратне репарације купе инструменти и пратећа опрема за нову опсерваторију у вредности 2.990.000 златних марака или близу 660.000 долара. Са места управника, Недељковић у својој 67 години одлази у пензију 6. јула 1924. године. После његовог пензионисања Филозофски факултет је донео одлуку да Опсерваторију подели на две установе: Астрономску и Метеоролошку опсерваторију. Метеоролошка је на управу била поверена Павлу Вујевићу, док је Астрономска требало да буде без управе, све до доласка Војислава Мишковића из Француске на њено чело. Међутим, до доласка Мишковића у Опсерваторију октобра 1926, управљање Астрономском опсерваторијом и порученим инструментима водио је Милутин Миланковић, професор небеске механике и теоријске астрономије. После одвајања, Метеоролошка опсерваторија је наставила рад у постојећој згради, а Астрономска опсерваторија је пресељена у две оближње бараке-павиљона. У једној је био смештен радни простор за Управника, а у другој су биле канцеларије и слушаоница док је нова тек пристигла опрема са инструментима била смештена у подрум Привредне банке. Мишковић, у таквим околностима, одмах по доласку на место професора практичне астрономије и управника, покреће акцију за изградњу нове Опсерваторије (звездарнице) на југоисточној периферији Београда на коти од 253 метара и на површини од 42.000 метара квадратна.
Одлука и средства о изградњи су добијена 7. октобра 1929. године. Сама изградња објеката коштала је око десет милиона динара. Земљиште на Великом Врачару је поклонила Општина Београд. Архитекта Јан Дубови, шеф Одсека за разраду генералног плана Општине Београд и члан струковне скупине ГАМП - група архитеката модерног правца, урадио је пројекат у стилу модерне за нову Опсерваторију. Основно решење које је Дубови понудио било је испуњење функционалних захтева, односно изградња павиљона за смештај прецизних астрономских инструмената и пратећих садржаја на простору предвиђеним за јавни парк. Пре изградње земљиште је поравњано и очишћено од растиња. На том месту је већ била изграђена Тригонометријска тачка која је означавала прецизну одредницу географске ширине, дужине и надморске висине града. У периоду од 1930. до 1932. године су се изводили грађевински радови. Дубови је пројектовао осам објеката које је слободно распоредио на терену повезаних прилазним стазама. Комплекс нове Опсерваторије садржи:
- Главна Управна зграда са библиотеком, канцеларијским простором, подрумом дубоким 8 метара са четири Рифлерова часовника под стакленим звоном, и два штрасерова са барометарском композицијом клатна, обртном куполом са Цајсовим тражиоцем комета отвора 200/1330 mm и са станом за управника.
- Павиљон Велики рефрактор покретног крова са апаратом за посматрање звезда Цајс (Zeiss) 65/1055 cm (у то доба четврти у Европи)
- Павиљон Мали рефрактор Цајс 20/302 cm и две фотографске цеви с објективима Тесар и Пацвел отвора 16/80 cm.
- Павиљон са малим Цајсовим астрографом отвора 16/80 cm с дурбином за вођење отвора 110/1280 mm;
- Павиљон са два мала пасажна инструмент Асканиа отвора 100/1000 mm и 80/800 mm;
- Главни улаз са два стана за раднике
- Павиљон са становима за астрономе
- Зграда са механичарском и столарском радионицом

Управна зграда је троделна са бочним крилима и средњим нижим делом над којим је купола. На главном улазу се налази прилазно степениште и трем са стубовима изнад којег је написано на латинском: „Omnia in numero et mensura“ (Све је у броју и мерењу). У средишњем делу је смештена библиотека која је уз помоћ великих прозора добро осветљена. У бочним крилима зграде налазе се просторије за рад и лабораторија. Испод зграде, осам метара под земљом смештена је стаклена кабина која одређује тачно време.
Осматрачки павиљони - рефрактори су приземни објекти са главним простором куполом за осматрање и мањим помоћним просторијама. Све рељефе на павиљонима радио је архитекта, скулптор и сликар Бранко Крстић. Изнад улаза у Бели павиљон – Велики рефрактор налази се рељеф који приказује Хелија, бога Сунца.
Глави улаз у Опсерваторију је пројектован као знаковна, асиметрична капија са пријавницом која је са једне стране наглашена стилизованом кулом – скулптуром. Опсерваторију је народ назвао Звездарницом по којој су најпре брдо на којој је смештена, а потом и читаво насеље које се ту изградило, као и новоустановљена општина добили име Звездара.

### Развој опсерваторије
У почетку опсерваторија се бави рачунским пословима и припремама за посматрачку делатност. Служба времена и дужине је основана 1935. године под руководством Петра Ђурковића и Фран Доминка. Исте године, Петар Ђурковић, одређује приближно и географску дужину опсерваторије. Службу малих планета и посматрање Сунца оснива Милорад Протић 1936. године. На чело обе службе се налазио Војислав Мишковић, који започиње са издавањем билтена 1936. године на француском под називом "Bulletin de l'Observatorie astronomique de Belgrade", а који је преименован 1992. године у "Bulletin astronomique de Belgrade". Од 1998. године излази под садашњим именом „Serbian Astronomical Journal“
Часовна служба задужена за мерење тачног времена поседовала је систем који се састојао од 15 умрежених часовника. Шест часовника су били главни или дистрибутивни који су се налазили у посебно направљеном подруму дубине 8 метара у три нивоа и чији темељи су изграђени независно од темеља саме зграде. Главни часовници су марке „клеменс – рифлер“, поред њих били су часовници марке „брилије“, као и домаћег произвођача „антонијевић“. Ови часовници си имали прецизну механику и били су смештени у стакленим звонима из којих је извлачен ваздух уз помоћ вакуум пумпи да не би механизам трпео отпор ваздуха. Да би се онемогућило струјање ваздуха, око темеља се налазио зид са простором, а температура на трећем нивоу подрума је увек била иста са дозвољеним променама од само 2 степена током целе године. Лежишта код дистрибутивних часовника су била израђена од рубина, који има велику тврдоћу и чиме се смањивало трење. Дистрибутивни часовници су поседовали генератор импулса преко којег су синхронизовани часовници по посматрачким павиљонима. Мрежни часовници у павиљонима имали су електромагнетне који су им задржавали клатно, односно генератор дистрибутивних часовника производио је електричне импулсе када би клатно додирнуло контакт чиме је наелектрисао електромагнет који би задржавао клатно часовника у павиљону.
Након инвазије Нацистичке Немачке и њених савезника на Краљевину Југославију опсерваторија као и све установе у Србији долазе у тешку ситуацију. Вермахт шаље у опсерваторију своје професоре који врше попис инструмената као немачку имовину, поред тога, тражилац комета и спектрохелиограф, односе за Нацистичку Немачку. Немачка војска се затим усељава у круг опсерваторије, коју претварају у противваздушно артиљеријско упориште, а библиотеку у официрску кантину. Током борби за ослобођење Београда, октобра 1944, тешко су оштећени, Управна зграда, геодетски павиљон, водоторањ, павиљон Великог рефрактора и тригонометријска тачка.
После рата, од 1945. године започети су радови на чишћењу круга, попису инвентара и обнови зграда опсерваторије која су биле тешко оштећена услед борбених дејства. Ови радови ће због материјалне оскудице у држави периодично трајати све до 1955. године. До лета 1946. године потпуно је оспособљена Часовна служба, Служба Сунца која је проширила своју делатност увођењем Службе за одређивање координата Сунчевих пега као и Рачунска служба. Основана је стална Служба лонгитуде и географске ширине. Од 1946. до 1948. године вођени су радови на обнови Управне зграде, резервоара, павиљону великог рефрактора и геодетском павиљону. Од 1. јула 1948. године опсерваторија престаје да се налази у оквиру универзитета, већ од тог периода па до 18. децембра 1952. године се налази под окриљем Комитета за научне установе, Универзитет и високе школе НР Србије. Од децембра 1950. до 27. марта 1954. године опсерваторија се налази у надлежности Српске академије наука. Служба времена, 1953. године, бива укључена у Међународну службу времена под руководством Захарија Бркића, а од 1962. године, служба времена успоставља сарадњу са Међународном службом за кретање пола. Године 1972. иста служба успоставља сарадњу и са Совјетском службом времена. Од 1954. године опсерваторија постаје научна установа која се непосредно финансира од стране Извршног већа НР Србије.
Након обнове и проширења њене делатности на опсерваторији су вршена ноћна и дневна астрономска посматрања, након чега су извођени теоријски и практични закључци, као што је одређивање тачног времена. Године 1955. рад у опсерваторији је обављан у следећим службама:
- Служба тачног времена и лонгитуда
- Служба ширине
- Служба малих планета, комета и сателита
- Служба двојних и променљивих звезда
- Техничка служба
- Библиотека.[16]

Септембра 1957. године у посети опсерваторији долазе совјетски академици и астрономи Митрофан С. Зверјев и Ернест Р. Мустељ, који су покренули питање монтирања и стављања у функцију фундаменталних астрономских инструмената, који су добијени на рачун ратне репарације после Првог светског рата а који су због недостатка средстава лежали у складишту опсерваторије више од три деценије. Почетком 1958. године, директор Милорад Протић поднео је захтев за одобрење средстава за проширење круга и изградњу павиљона за ове инструменте Извршном већу (Влади) НР Србије. Након овог захтева-молбе одобрена су средства од Савезног секретаријата за финансије у износу од 35 милиона динара и од резервног фонда НР Србије у износу од 40 милиона динара за изградњу три посматрачка павиљона, једне стамбене зграде, друштвене просторије, ограде, путева и стаза. Ови радови су окончани у јесен 1959. године али због лоше изведених грађевинских радова вршене су накнадне велике интервенције до 1961. У исто време се приступило постављању фундаменталних инструмената (велики вертикални круг 19/258 cm, велики меридијански инструмент 19/258 cm и велики пасажни инструмент 19/258 cm). Поред тога, отпочети су радови у властитој режији на изради кварцних часовника, без којих се није могла да обезбеди висока прецизност посматрачких радова. Три часовника велике прецизности представљао је систем "роде-шварц" од три кварцне нормале. Часовници су се упоређивали преко осцилоскопа, а непрестан рад је бележен на нагарављеној траци преко које је могло да се уочи одступање неког од часовника. Часовници су се синхронизовали са другим часовницима у свету преко пријемника којим су примани часовни сигнали. За меридијански круг и пасажни инструмент изграђени су павиљони полуцилиндричног облика, висине 7 метара, са отвором у меридијану 2,5 метара. Павиљон вертикалног круга је паралелопипед, висине три метра, са равним кровом и максималним отвором 5 метара. Комплекс Опсерваторије је проширен са 4.5 ha на 10.5 ha. Године 1962. основане су Службе које су радиле са фундаменталним инструментима, и то:
- Служба за релативне координате (велики меридијански круг - слика инструмента)
- Служба за апсолутне деклинације (велики вертикални круг)
- Служба за апсолутне ректасцензије (велики пасажни инструмент)

Опсерваторија, 9. августа 1985. године постаје самостална научно-истраживачка установа када и мења назив у Астрономска опсерваторија – Институт за астрономска истраживања. Међутим, 20. децембар 1994. године опсерваторија враћа стари назив и постаје научна установа коју финансира Министарство за науку и технологију Србије.

## Опсерваторија у 21. веку
Године 1994. извршена је реорганизација, након чега се у оквиру опсерваторије налазе три одељења, и то:
- Одељење за астрофизику
- Одељење за динамичку астрономију
- Одељење за астрометрију

Астрономска опсерваторија има 58 запослених, од тога 43 астронома истраживача (20 доктора наука и 23 магистра). Већ од краја 1960-их као последица непрестане изградње и ширења урбаних површина посматрања почињу да отежавају улична и стамбена светла, као и ваздушни коридор изнад Београда. Овај проблем долази до изражаја поготово 1980-их, када се дошло на идеју, а у складу са светским кретањима о измештању посматрачке делатности на простор који има оптималне астро-климатске услове за неометан рад. Да би се повећао учинак научног посматрања који је знатно смањен као последица овог проблема 2002. године изабрано је место погодно за ову делатност, на надморској висини од 1.155 метара на планини Видојевици у Топлици. Упоредо са изградњом Астрономске станице на новој локацији, покренула се иницијатива за обнову и ревитализацију постојећих старих објеката са циљем претварања комплекса опсерваторије у музејско-астрономске и образовне просторе, по угледу на опсерваторије у Паризу и Гринич у Лондону, које су искусиле сличну судбина знатно раније, а данас представљају туристичку атракцију са својим непроцењивим старим астрономским инструментима. Библиотека Опсерваторије је највећа стручно астрономска библиотека у Србији, која садржи преко 5.000 књига и око 100.000 бројева периодичних публикација из области астрономских и астрофизичких истраживања.
Слике:
- Сателитски снимак АОБ окружен градским насељем
- Увећан сателитски снимак АОБ
- Рефрактор „Цајс“ 650/10550 mm
- Рефрактор „Цајс“ 650/10550 mm
- Листа највећих светских рефрактора на којој београдски телескоп дели 13. место
- Листа највећих икад израђених рефрактора

За Службу времена, 2008. године набављен је цезијумски Цс атомски часовник. Опремљен је и „ГПС“ пријемником за синхронизацију са другим прецизним часовницима. Овај атомски часовник се користи у око 70 одсто временских лабораторија у свету које учествују у добијању временске скале (Цезијумски атомски часовник поседује и Група за време, фреквенцију и дистрибуцију времена Дирекције за мере и драгоцене метале Министарства привреде Србије чији је основни задатак да установи и одржава националну временску скалу.). Атомски часовник је од значаја за АОБ због астрономских посматрања, у изучавању Земљине ротације, астрометрије звезда, комета, малих планета и сл. Астрономи истраживачи раде на осам научних пројеката. Теоријска истраживања представљају главни сегмент рада опсерваторије која проучавају небеску механику, планетологију, динамичку астрономију, звездане и галактичке системе, астрофизику, космологију и астробиологију. Од 2010. године научни саветници из Астрономске опсерваторије у Београду укључени су у пројекат изградње новог телескопа ЛССТ (Large Synoptic Survey Telescope) у Чилеу, пречника огледала 8,4 метара, чија ће основна функција бити потрага за још једном планетом у Сунчевом систему. Српски стручњаци раде на изради симулатора, важне компоненте будућег телескопа, који ће генерисати и дистрибуирати алерте, односно кроз овај програмски код пролазиће свака промена у сјају или положају небеског тела коју детектује телескоп.

## Видојевица
У периоду од 2005. до 2010. године на планини Видојевица, у Топлици, на висини од 1155 метара, на врху званом „Бели Камен“, средствима Министарства просвете и науке Србије, Астрономска опсерваторија изградила је два објекта за нову Астрономску станицу. Изграђени су смештајни и посматрачки павиљон, завршени су инфраструктурни радови и уведена бежична интернет веза. Место за градњу и постављање посматрачке станице је одређено на основу астро-климатских мерења која су вршена на територији целе Србије 2002. године. Видојевица нема светлосних и аеро „загађења“, односно место је без „LP“ (Light pollution - светлосно загађење) и по чијем атласу спада у тзв. „тамне области“ који имају оптималне астро-климатске услове за научна посматрања. Смештајни објекат је приземна грађевина која има неколико просторија намењених за посаду, односно за дужи боравак астронома и техничара, са уређеном трпезаријом, кухињом, спаваоницом, слушаоницом, телефоном и бежичном интернет везом. Смештајни објекат је удаљен око 200 метара од посматрачког павиљона. На удаљености од 25 километара од Астрономске станице налази се најближи град Прокупље, а на удаљености од 50 километара налази се већи град Ниш. Посматрачки павиљон (Слика посматрачки павиљон са отвореном куполом), пречника 6 метара, има покретну куполу и у њему је постављен телескоп са примарним огледалом 60 cm „Касагрин“ (Cassegrain) на екваторијалној АСА монтажи, новембра 2010. године, а купљен од Астроптика (данас Астросистем) из Аустрије. Овај телескоп је конструкције Ричи - Кретијен, са примарним огледалом од 60 цм, и секундарним огледалом од 20 цм. Телескоп има могућност да му се жижна даљина смањи са 600 цм (f=10) на 300 цм (f=5) уградњом редуцира. Веза између телескопа и рачунара се врши помоћу АСКОМ (ASCOM) драјвера. Телескоп је назван „Недељковић“ по оснивачу и првом управнику Опсерваторије, професору Милану Недељковићу (Телескоп „Недељковић“ у посматрачком павиљону). Подешавање телескопа извршено је у јуну 2011, а августа исте године отпочео је са радом. За разлику од павиљона које је пројектовао за астрономске инструменте, Јан Дубови, 1920-их, и пројектних решења павиљона Опсерваторије Рожен, у суседној Бугарској, на павиљону Астрономске станице Видојевица нису изграђене помоћне просторије, тако да је пред прву предстојећу зиму набављен мобилни контејнер за стручно особље. На станици је извршена уградња следеће пратеће опреме:
- Аутоматске метеоролошке станице (Davis Vanitage PRO 2)
- Камера за цело небо (“all-sky” камера - SBIG 340 монохроматска)
- Монитор за мерење видљивости (“seeing” - SBIG)

## Телескоп „Миланковић“
Од средине 1980-их у свету долази до наглог напретка у рачунарима, аутоматизацији, даљинском управљању и телекомуникацијама. Ово је омогућило да астрономи искористе ове технологије и развију почетком 1990-их прве роботизоване телескопе без присуства људске посаде. На почетку 21. века роботизовани телескопи представљају праву револуцију. Основа ових телескопа је рачунар који уз одговарајући софтвер путем аутоматизације управља телескопом и куполом павиљона.
У следећој фази проширења Астрономске станице на основу пројекта „BELISSIMA“ (BELgrade Initiative for Space Science, Instrumentation and Modeling in Astrophysics) који је започео 1. јула 2010. предвиђена је изградња посматрачког павиљона и уградња телескопа са примарним огледалом пречника 1.5 метара. Телескоп „Миланковић“ пречника главног огледала 1.40 м, који је произвела фирма АСА из Аустрије, монтиран је 29. априла 2016. године, у привременом павиљону на посматрачкој станици „Видојевица“. (ТВ прилог Б92) Телескоп је набављен средствима Европске комисије и Министарства просвете, науке и технолошког равоја Републике Србије. Први такозвани светлосни тест и астрофотографије су одрађене 8. јуна 2016. године. Августа 2017. године отпочели су радови на изградњи трајног павиљона за телескоп средствима Министарства науке и технолошког развоја. Средином септембра 2018. године телеском Миланковић је пребачен у новоизграђени павиљон. Павиљон су изградиле домаће фирме док је професионалну аутоматизовану куполу произвела италијанска фирма Гамбато. Пречник куполе је седам метара, а укупна висина зграде износи 12,5 метара Монтажом телескопа у нови павиљон омогућио је његову потпуну роботизацију, односно оспособљен је за потпуно аутоматски рад без присуства људске посаде. Управљање и надзор телескопа обављаће се у реалном времену преко интернета. Посматрачки програми ће унапред бити заказани. Након завршетка финих подешавања телескоп је наставио са посматрачким циклусом започетим 1. јула 2018. Телескоп је назван „Миланковић“ по Милутину Миланковићу, астроному и научнику који је био директор Опсерваторије од 1948. до 1951. године. Уз одговарајуће посматрачке програме, овај телескоп ће омогућити даље изучавање двојних звезда, тесних двојних система и променљивих звезда, блиских спиралних и елиптичких галаксија и сл. Телескоп „Миланковић“ ће омогућити АОБ да се укључи и у актуелне светске посматрачке програме, као што су потрага за вансоларним планетама, проучавање супернова и бљескова гама зрака, посматрање блазара, активних галактичких језгара, која су повезана са појавом супермасивних црних рупа у центрима галаксије. Такође, телескоп ће бити повезан са суперрачунаром Института за физику у Земуну, који ће користити податке за моделовање.

## Управници и директори
| управник - директор  | од    | до    |
| -------------------- | ----- | ----- |
| Милан Недељковић     | 1887. | 1899. |
| Ђорђе Станојевић     | 1899. | 1900. |
| Милан Недељковић     | 1900. | 1915. |
| Виктор Конрад        | 1916. | 1918. |
| Милан Недељковић     | 1919. | 1924. |
| Милутин Миланковић   | 1925. | 1926. |
| Војислав В. Мишковић | 1926. | 1946. |
| Милорад Б. Протић    | 1946. | 1948. |
| Милутин Миланковић   | 1948. | 1951. |
| Војислав В. Мишковић | 1951. | 1954. |
| Милорад Б. Протић    | 1954. | 1961. |
| Василије Оскањан     | 1961. | 1965. |
| Перо Ђурковић        | 1965. | 1970. |
| Милорад Б. Протић    | 1971. | 1975. |
| Милан Мијатов        | 1975. | 1981. |
| Миодраг Митровић     | 1982. | 1989. |
| Иштван Винце         | 1990. | 1993. |
| Милан Димитријевић   | 1994. | 2001. |
| Зоран Кнежевић       | 2002. | 2014. |
| Гојко Ђурашевић      | 2015. |       |

## Видео
- 125 година Астрономске опсерваторије у Београду
- Пројекат „Belissima“ - Видојевица
- Научни кафе: Црне рупе, Редакција за науку и образовање РТС-а, гости са АОБ др Мирослав Мићић и др Лука Поповић

## Галерија
- Телескоп Астрономске Опсерваторије
- Спољашњост Астрономске Опсерваторије
- Спољашњост Астрономске Опсерваторије
- Спољашњост Астрономске Опсерваторије